# Polevaja
De Polevaja (Russisch: Полевая; "veld") is een kleine Russisch rivier met een lengte van ongeveer 25 kilometer in de Centrale Oeral bij de stad Polevskoj. Haar bronnen liggen aan de westkant van de stad op de hellingen van de Oefalejski-rug aan de oostzijde van de Oeral, niet ver van de berg Azov. Samen met andere riviertjes als de Zelenoj, Svetloj, Jelnitsjnoj en Tsjernoj gaat het riviertje op in de proed Verchni ("Bovenvijver") in het zuiden van de stad en stroomt vandaar langs de Doemnaja in noordwestelijke richting in de proed Sjtangovy en vandaar samen met de Severoesjkoj in de proed Severski ("Noordelijke vijver") in het noorden van de stad. Na de Severski-fabriek stroomt het samen met de Severoesjkoj in de rivier de Tsjoesovaja.